# Microhyla chakrapanii
Microhyla chakrapanii es una especie de rana de la familia Microhylidae.

## Distribución geográfica
Es endémica de Gran Andamán en las islas Andamán, pertenecientes a la India.

## Estado de conservación
Se encuentra amenazada por la pérdida de su hábitat natural. 